# Eva Le Gallienne

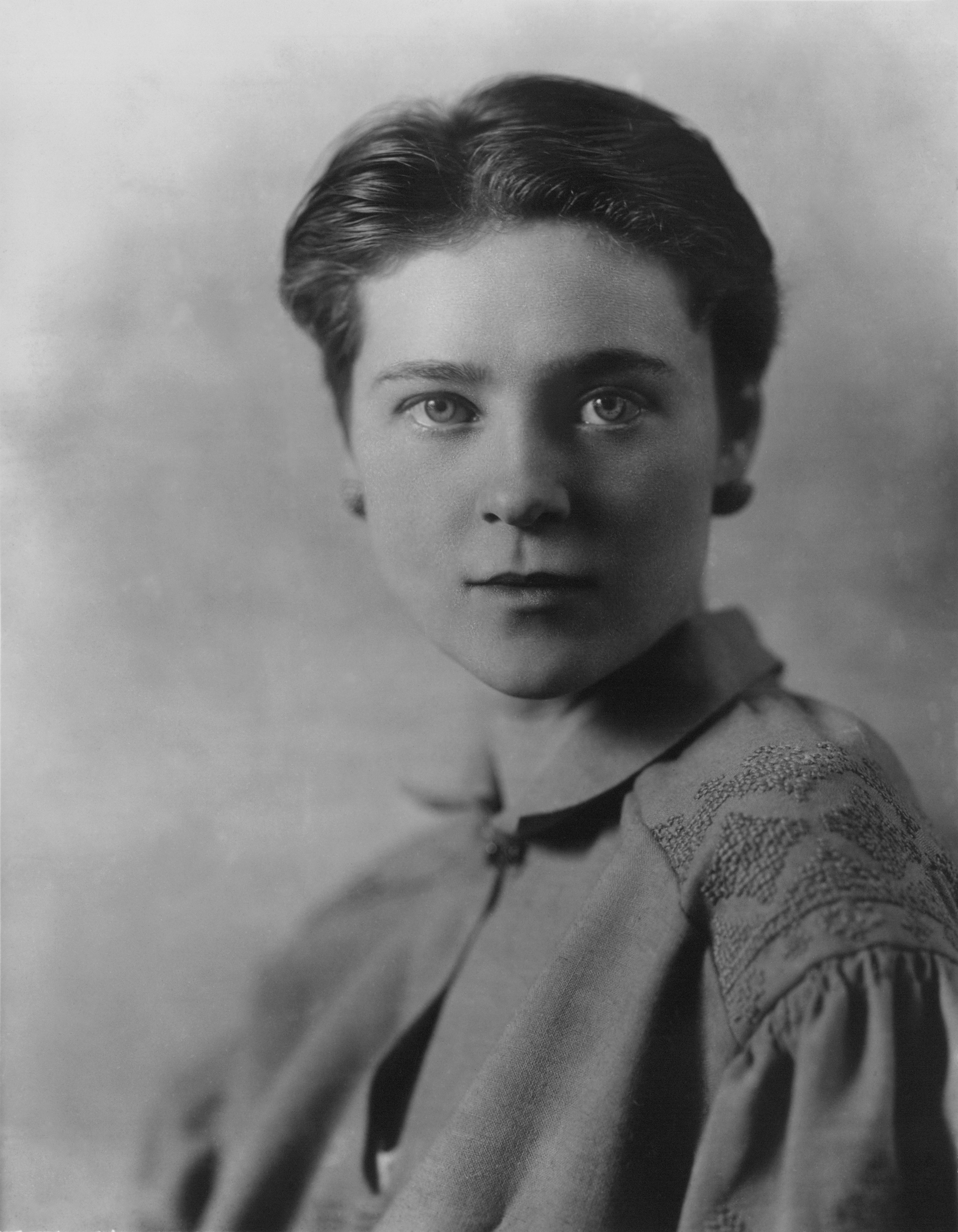
Eva Le Gallienne (ca. 1923–1928)

Eva Le Gallienne (* 11. Januar 1899 in London, England; † 3. Juni 1991 in Weston, Connecticut) war eine US-amerikanische Schauspielerin, Regisseurin, Theaterleiterin und -produzentin.

## Leben

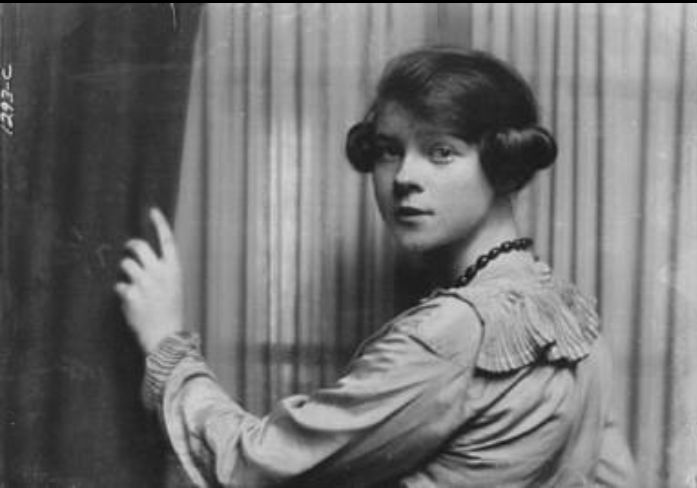
Eva Le Gallienne in jungen Jahren, Fotografie von Arnold Genthe

Eva Le Gallienne war die Tochter des britischen Dichters Richard Le Gallienne und seiner dänischen Frau, der Journalistin Julie Norregaard. Ihre Eltern ließen sich 1903 scheiden, da ihr Vater ein bekannter Frauenheld und Trinker war. Nach der Scheidung zog sie mit ihrer Mutter nach Paris. Nach ihrer Schauspielausbildung ging sie nach Amerika und feierte im Jahr 1920 ihren ersten großen Erfolg am Broadway. Sie hatte sich vorgenommen, in den Vereinigten Staaten eine Theaterkultur zu etablieren, wie sie sie aus Europa kannte. 1926 gründete Eva Le Gallienne ihr eigenes Theater Civic Repertory Theatre in New York, 1932 musste sie das Theater wegen der Weltwirtschaftskrise schließen. Im Jahr 1946 gründete sie zusammen mit ihrer damaligen Lebenspartnerin Margaret Webster und Cheryl Crawford das berühmte Tourneetheater American Repertory Theatre (ART). Sie war zeit ihres Lebens künstlerisch hochanspruchsvoll und lehnte mehr lukrative Aufträge ab, als sie sich leisten konnte. Ihre erste Filmrolle übernahm sie erst mit 56 Jahren. 1986 verlieh ihr Ronald Reagan mit der National Medal of Arts die höchste künstlerische Auszeichnung der Vereinigten Staaten. Wegen gesundheitlichen Problemen zog sich Eva Le Gallienne in den 1980er Jahren von der Bühne zurück und starb im Alter von 92 Jahren in ihrem Haus in Weston.
Eva Le Gallienne machte aus ihrer Homosexualität kein Geheimnis. Zu ihren Partnerinnen gehörten unter anderem Alla Nasimowa, Mercedes de Acosta, Tallulah Bankhead, Josephine Hutchinson, Maude Adams und Katharine Cornell. Der Schauspieler Basil Rathbone war ihr einziger Liebhaber. Ihre letzte Lebenspartnerin war die Schauspielerin Marion Evensen, genannt Gun.

## Filmografie (Auswahl)
- 1955: Alice in Wonderland
- 1955: König der Schauspieler (Prince of Players)
- 1959: Der Teufelsschüler (The Devil’s Disciple)
- 1980: Der starke Wille (Resurrection)

## Auszeichnungen
- 1964: Tony Award – Spezialpreis
- 1977: Theatre World Award – Spezialpreis
- 1978: Emmy als Beste Nebendarstellerin in einem Drama oder Comedy-Special für The Royal Family
- 1980: National Board of Review Award als Beste Nebendarstellerin für Der starke Wille
- 1981: Oscar-Nominierung als Beste Nebendarstellerin für Der starke Wille
- 1986: National Medal of Arts